# Castillo Okayama
El castillo Okayama (岡山城 Okayama-jō?) es una fortificación japonesa original del siglo XVI en Okayama, capital de la prefectura homónima (Japón). En la actualidad presenta un tenshu reconstruido de hormigón de 1966, ya que el complejo fue destruido durante un bombardeo en la Segunda Guerra Mundial. Desde entonces ha conservado dos torres originales y es listado como uno de «los cien castillos japoneses más importantes».

## Historia
En 1570, Ukita Naoie asesinó al amo del castillo Kanemitsu Munetaka y comenzó su remodelación. Este fue construido en su forma actual en 1597 —aunque no fue terminado hasta ocho años después— por orden de su hijo, Ukita Hideie. La fortaleza empleó como defensa contra los enemigos el flujo que se redirigió del río Asahi, por lo que atrajo a comerciantes y artesanos y asentó lo que sería la ciudad de Okayama.
Después de la batalla de Sekigahara, Kobayakawa Hideaki tomó el control de la fortaleza, pero murió dos años más tarde. El segundo hijo de Ikeda Terumasa, Ikeda Tadatsugu (también nieto de Tokugawa Ieyasu), se convirtió en el nuevo amo del castillo. La prevalencia sobre este por parte del clan Ikeda continuó hasta el final de la era Edo. En 1868, con el comienzo del período Meiji, se instauró una ley para la demolición de los castillos; en 1882 solo restaron unos pocos edificios, que fueron calificados como tesoros nacionales.

## Arquitectura

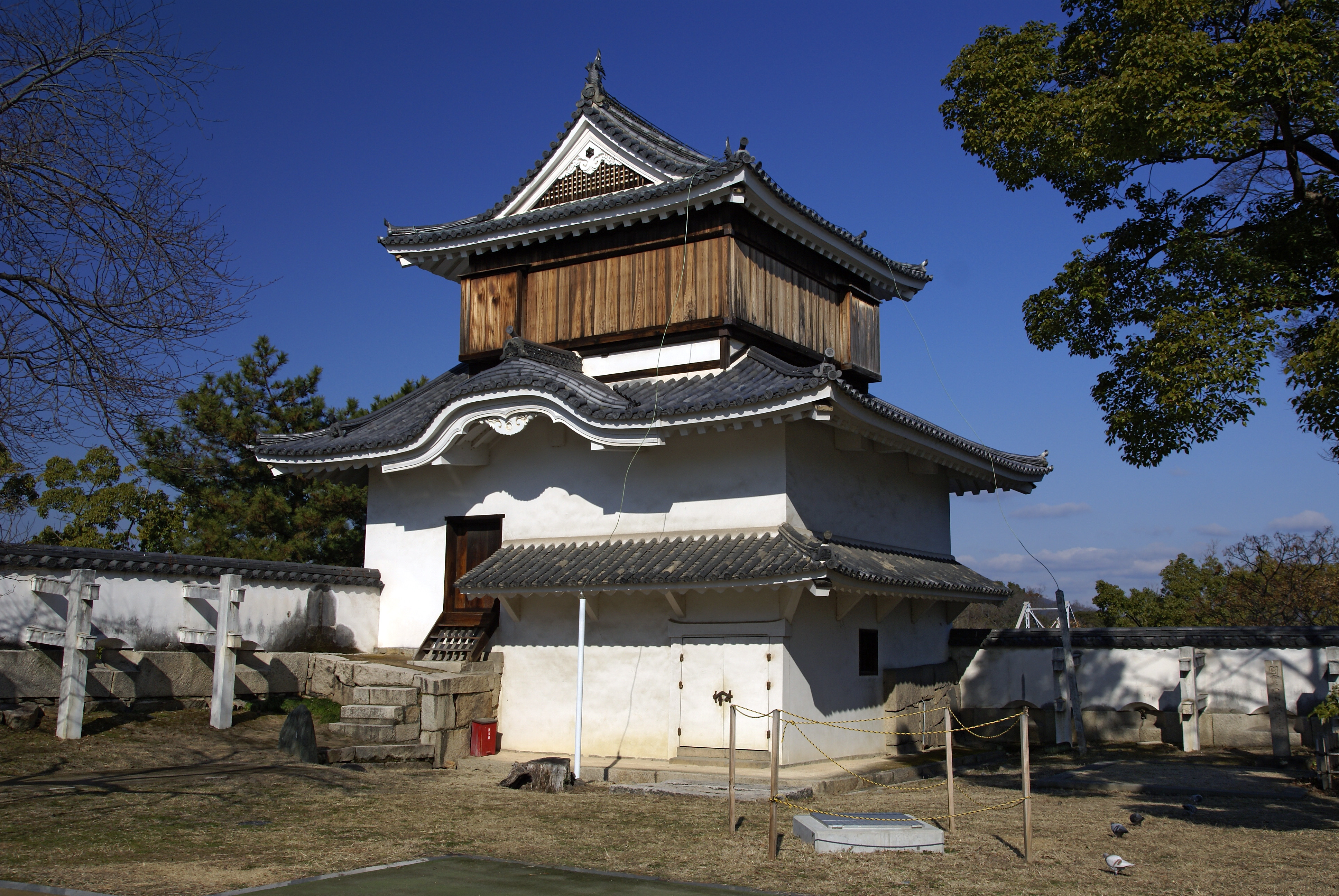
La torre Tsukimi, que sobrevivió al bombardeo estadounidense.

Conforme nuevos señores se asentaban en la fortaleza se construían y ampliaban nuevos edificios respecto al estilo original Azuchi-Momoyama. Los muros exteriores del tenshu (torreón) de seis pisos están formados por tablas recubiertas con una laca negra que se emplea como conservante. A esta tonalidad le debe a la construcción el mote «castillo del cuervo» (U-jō 烏城?).
Pese a que antes de la Segunda Guerra Mundial la torre principal fue designada Tesoro Nacional de Japón, un bombardeo la destruyó y no fue hasta 1966 que fue reconstruida. Aún se preservan dos edificios originales que sobrevivieron a la guerra, los yagura (torres) Tsukimi —que data del 1620— y Nishinomaru Nishite, y la zona a su alrededor conserva un radio de unos 220 m y ciertos muros, que son relativamente bajos en comparación a monumentos similares. En la actualidad, la fortificación forma parte de la lista de «los cien castillos japoneses más importantes».